# Bürgermeisterei Deutz
Die Bürgermeisterei Deutz war eine Bürgermeisterei im Landkreis Köln in der preußischen Rheinprovinz. Nach 1857 entstanden auf ihrem Gebiet im Rahmen mehrerer Kommunalreformen außerdem noch die Bürgermeistereien Deutz-Land, Kalk, Kalk-Land und Vingst.

## Bürgermeisterei Deutz
Obwohl rechtsrheinisch gelegen, gehörte Deutz mitsamt seinen Nachbarorten Kalk, Poll und Vingst historisch zu Kurköln. In der Franzosenzeit wurde das Gebiet dem napoleonischen Satellitenstaat Großherzogtum Berg zugeschlagen. Bei Einführung von Verwaltungsstrukturen nach französischem Vorbild im Großherzogtum Berg wurde 1808 im Kanton Mülheim des Arrondissements Mülheim im Département Rhein auch die Mairie (Bürgermeisterei) Deutz eingerichtet. Nachdem das Rheinland 1814 an Preußen gefallen war, wurde aus der Mairie Deutz die preußische Bürgermeisterei Deutz, die 1816 zum neuen Landkreis Köln kam. Zu der Bürgermeisterei gehörten anfänglich die Stadt Deutz sowie die Dörfer Kalk, Poll und Vingst.
Die Stadt Deutz erhielt am 9. November 1857 die Rheinische Städteordnung. Seitdem wurde zwischen der Stadtbürgermeisterei Deutz und der Bürgermeisterei Deutz-Land unterschieden. Die Stadt Deutz wurde am 1. April 1888 in die Stadt Köln eingemeindet.
Zwischen 1808 und 1888 amtierten in Deutz drei Bürgermeister:
- 1808–184200Wilhelm Franz Neuhöffer
- 1843–186700Gerhard Schaurte
- 1867–188800Robert Reisch

## Bürgermeisterei Deutz-Land
Die 1857 eingerichtete Bürgermeisterei Deutz-Land umfasste die drei Landgemeinden Kalk, Poll sowie Vingst und wurde in Personalunion vom Bürgermeister der Stadt Deutz verwaltet. 1867 wurde der Sitz der Landbürgermeisterei nach Kalk verlegt und der Name der Bürgermeisterei in Bürgermeisterei Kalk geändert.

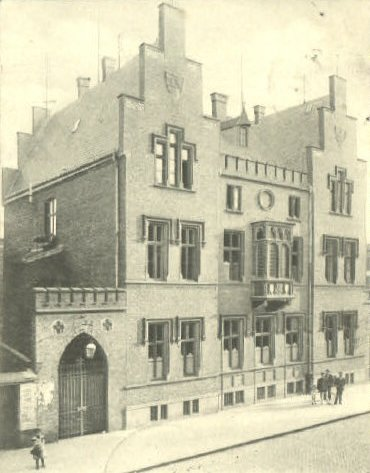
Rathaus Kalk (1901)

## Bürgermeisterei Kalk
Zur 1867 eingerichteten Bürgermeisterei Kalk gehörten zunächst die drei Landgemeinden Kalk, Poll und Vingst. 1877 wurde an der Kalker Hauptstraße ein neues Rathaus fertiggestellt. Am 2. Mai 1881 erhielt wie vorher Deutz auch Kalk die Rheinische Städteordnung. Die Bürgermeisterei Kalk wurde in die Stadtbürgermeisterei Kalk und die nur noch aus den Gemeinden Poll und Vingst bestehende Landbürgermeisterei Kalk geteilt. Die Stadt Kalk wurde am 1. April 1910 in die Stadt Köln eingemeindet.
Zwischen 1867 und 1910 amtierten in Kalk vier Bürgermeister:
- 1867–188000Wilhelm Wiersberg
- 1880–188200Bernhard Harling
- 1882–190000Aloys Thumb
- 1900–191000Max Albermann

## Bürgermeisterei Kalk-Land
Die Landbürgermeisterei Kalk umfasste ab 1881 zunächst die beiden Gemeinden Poll und Vingst. Sie wurde bis 1900 in Personalunion vom Kalker Bürgermeister mitverwaltet. Am 1. April 1888 schied Poll aus der Bürgermeisterei aus und wurde in die Stadt Köln eingemeindet. Seitdem umfasste die Landbürgermeisterei Kalk nur noch die Gemeinde Vingst, die ab 1900 die Bürgermeisterei Vingst bildete.

## Bürgermeisterei Vingst
Die Bürgermeisterei Vingst, die nur die gleichnamige Gemeinde umfasste, bestand von 1900 bis zu ihrer Eingemeindung in die Stadt Köln am 1. April 1910. An der heutigen Ecke Heßhofstraße/Amtsstraße wurde 1901 das Vingster Rathaus errichtet, das heute als Bürgerzentrum dient. Der einzige Bürgermeister war Aloys Kuth von 1900 bis 1910.

## Einwohnerentwicklung
| Jahr | Deutz  | Kalk   | Poll  | Vingst | Quelle |
| ---- | ------ | ------ | ----- | ------ | ------ |
| 1843 | 03.095 | 00096  | 0780  | 0407   | [ 2 ]  |
| 1871 | 11.776 | 05.142 | 1.314 | 0889   | [ 8 ]  |
| 1885 | 17.737 | 11.418 | 1.818 | 2.084  | [ 9 ]  |
| 1895 | –      | 15.576 | –     | 2.746  | [ 10 ] |
| 1905 | –      | 25.478 | –     | 4.819  | [ 11 ] |